# Cincinnati Bengals 1991
La stagione 1991 dei Cincinnati Bengals è stata la 23ª della franchigia nella National Football League, la 25ª complessiva. Prima dell'inizio della stagione, i Bengals persero il loro fondatore, ex capo-allenatore e general manager Paul Brown, scomparso all'età di 82 anni. Suo figlio Mike assunse il controllo del club. La squadra perse tutte le prime otto gare prima di battere i Cleveland Brown 23–21 al Riverfront Stadium. I Bengals avrebbero vinto solamente altre due partite nel resto della stagione, chiudendo con un record di 3–13.
La difesa sui passaggi dei Bengals concesse 7,586 yard per tentativo nel 1991, uno dei dieci peggiori risultati della storia della NFL.
Alla fine della stagione il capo-allenatore Sam Wyche fu licenziato e sostituito dall'assistente Dave Shula. Questi, figlio dell'ex allenatore Don Shula, divenne il più giovane capo-allenatore della storia della NFL, all'età di 32 anni.

## Calendario
| Stagione regolare |                    |                        |                    |                    |                             |                    |                    |
| Turno             | Data               | Avversario             | Risultato          | Record             | Stadio                      | Pubblico           |                    |
| 1                 | 1 settembre        | at Denver Broncos      | S 14–45            | 0–1                | Mile High Stadium           | 72,855             |                    |
| 2                 | 8 settembre        | Houston Oilers         | S 7–30             | 0–2                | Riverfront Stadium          | 56,463             |                    |
| 3                 | 15 settembre       | at Cleveland Browns    | S 13–14            | 0–3                | Cleveland Municipal Stadium | 78,269             |                    |
| 4                 | 22 settembre       | Washington Redskins    | S 27–34            | 0–4                | Riverfront Stadium          | 52,038             |                    |
| 5                 | Settimana di pausa | Settimana di pausa     | Settimana di pausa | Settimana di pausa | Settimana di pausa          | Settimana di pausa | Settimana di pausa |
| 6                 | 6 ottobre          | Seattle Seahawks       | S 7–13             | 0–5                | Riverfront Stadium          | 60,010             |                    |
| 7                 | 13 ottobre         | at Dallas Cowboys      | S 23–35            | 0–6                | Texas Stadium               | 63,275             |                    |
| 8                 | 21 ottobre         | at Buffalo Bills       | S 16–35            | 0–7                | Rich Stadium                | 80,131             |                    |
| 9                 | 27 ottobre         | at Houston Oilers      | S 3–35             | 0–8                | Houston Astrodome           | 58,634             |                    |
| 10                | 3 novembre         | Cleveland Browns       | V 23–21            | 1–8                | Riverfront Stadium          | 55,077             |                    |
| 11                | 10 novembre        | Pittsburgh Steelers    | S 27–33            | 1–9                | Riverfront Stadium          | 55,503             |                    |
| 12                | 17 novembre        | at Philadelphia Eagles | S 10–17            | 1–10               | Veterans Stadium            | 63,189             |                    |
| 13                | 24 novembre        | Los Angeles Raiders    | S 14–38            | 1–11               | Riverfront Stadium          | 52,044             |                    |
| 14                | 1 dicembre         | New York Giants        | V 27–24            | 2–11               | Riverfront Stadium          | 45,063             |                    |
| 15                | 9 dicembre         | at Miami Dolphins      | S 13–37            | 2–12               | Joe Robbie Stadium          | 60,616             |                    |
| 16                | 15 dicembre        | at Pittsburgh Steelers | S 10–17            | 2–13               | Three Rivers Stadium        | 35,420             |                    |
| 17                | 22 dicembre        | New England Patriots   | V 29–7             | 3–13               | Riverfront Stadium          | 46,394             |                    |

Note
- Gli avversari della propria division sono in grassetto.

## Classifiche
| AFC Central Division |    |    |   |      |     |      |     |     |     |
|                      | V  | S  | P | %    | DIV | CONF | PF  | PS  | STR |
| (3) Houston Oilers   | 11 | 5  | 0 | .688 | 5–1 | 10–2 | 386 | 251 | S1  |
| Pittsburgh Steelers  | 7  | 9  | 0 | .438 | 4–2 | 7–5  | 292 | 344 | V2  |
| Cleveland Browns     | 6  | 10 | 0 | .375 | 2–4 | 6–6  | 293 | 298 | S3  |
| Cincinnati Bengals   | 3  | 13 | 0 | .188 | 1–5 | 2–10 | 263 | 435 | V1  |